# Tangkahan (Namo Rambe)
Tangkahan is een bestuurslaag in het regentschap Deli Serdang van de provincie Noord-Sumatra, Indonesië. Tangkahan telt 1491 inwoners (volkstelling 2010).